# Simpsonichthys bokermanni
Simpsonichthys bokermanni är en fiskart som först beskrevs av Carvalho och Da Cruz, 1987.  Simpsonichthys bokermanni ingår i släktet Simpsonichthys och familjen Rivulidae. Inga underarter finns listade i Catalogue of Life.